# Championnat de Russie de football de deuxième division 2002
Navigation
Édition précédente Édition suivante
La saison 2002 de Pervy Divizion est la onzième édition de la deuxième division russe. Elle prend place du 28 mars au 3 novembre 2002.
Dix-huit clubs du pays sont regroupés au sein d'une poule unique où ils s'affrontent à deux reprises, à domicile et à l'extérieur. En fin de saison, les deux derniers du classement sont relégués en troisième division tandis que les deux premiers sont directement promus en première division.
Le Rubin Kazan remporte la compétition et est promu en première division. Il est accompagné par son dauphin le Tchernomorets Novorossiisk qui retrouve quant à lui l'élite un an après l'avoir quittée.
À l'autre bout du classement, le Metallourg Krasnoïarsk est frappé en fin de saison par une forte pénalité de vingt-quatre points du fait du non-paiement des indemnités de transfert de quatre de ses joueurs. Combiné à ses faibles performances sportives durant la saison, il devient la première équipe de l'histoire de la compétition à terminer la saison avec un total de points négatif et finit largement dernier avec huit points dans le négatif. Il est accompagné par le SKA Rostov qui termine avant-dernier avec trente-et-un points. La fin de saison est également marquée par le décompte de dix matchs du Dinamo Saint-Pétersbourg comme des défaites sur tapis vert, le faisant descendre de la quatrième à la seizième place.
Le titre de meilleur buteur de la compétition est partagé entre Davit Chaladze du Rubin Kazan et Viatcheslav Kamoltsev du Tchernomorets Novorossiisk qui comptabilisent chacun vingt buts. Le troisième meilleur buteur est Stanislav Lebedintsev du SKA Rostov avec quinze buts.

## Participants
Un total de dix-huit équipes participent au championnat, treize d'entre elles étant déjà présentes la saison précédente, auxquelles s'ajoutent deux relégués de première division, le Fakel Voronej et le Tchernomorets Novorossiisk, ainsi que trois promus de troisième division, que sont le Dinamo Saint-Pétersbourg, le SKA-Energia Khabarovsk et le SKA Rostov, qui remplacent les promus et relégués de l'édition précédente.
Parmi ces clubs, le Lokomotiv Tchita est celui présent depuis le plus longtemps avec une participation ininterrompue en deuxième division depuis 1992, suivi du Gazovik Ijevsk et du Spartak Naltchik présents depuis 1996, tandis que le Kristall Smolensk est en lice depuis 1997.
Légende des couleurs
- Relégué de première division
- Promu de troisième division

| Club                       | D2 depuis | Classement 2001 | Stade             | Capacité théorique |
| -------------------------- | --------- | --------------- | ----------------- | ------------------ |
| Fakel Voronej              | 2002      | 15 (D1)         | Stade central     | 32 750             |
| Tchernomorets Novorossiisk | 2002      | 16 (D1)         | Stade Troud       | 12 500             |
| Kouban Krasnodar           | 2001      | 3               | Stade Kouban      | 35 200             |
| Amkar Perm                 | 1999      | 4               | Stade Zvezda      | 17 000             |
| Spartak Naltchik           | 1996      | 5               | Stade Spartak     | 14 149             |
| Volgar-Gazprom Astrakhan   | 1999      | 6               | Stade central     | 17 712             |
| Tom Tomsk                  | 1998      | 7               | Stade Trud        | 10 000             |
| Rubin Kazan                | 1998      | 8               | Stade central     | 10 000             |
| Metallourg Krasnoïarsk     | 1999      | 9               | Stade central     | 27 000             |
| Kristall Smolensk          | 1997      | 10              | Stade Spartak     | 12 500             |
| Neftekhimik Nijnekamsk     | 2001      | 11              | Stade Neftekhimik | 3 200              |
| FK Khimki                  | 2001      | 12              | Stade Novator     | 5 100              |
| Gazovik Ijevsk             | 1996      | 13              | Stade central     | 15 000             |
| Lada Togliatti             | 2000      | 14              | Stade Torpedo     | 18 000             |
| Lokomotiv Tchita           | 1992      | 15              | Stade Lokomotiv   | 10 200             |
| SKA-Energia Khabarovsk     | 2002      | 1 (D3, Est)     | Stade Lénine      | 15 200             |
| Dinamo Saint-Pétersbourg   | 2002      | 1 (D3, Ouest)   | MSA Petrovski     | 2 809              |
| SKA Rostov                 | 2002      | 1 (D3, Sud)     | Stade SKA-SKVO    | 11 000             |

## Compétition

### Classement
Le classement est établi sur le barème classique de points (victoire à 3 points, match nul à 1, défaite à 0). Pour départager les équipes à égalité de points, on utilise les critères suivants :
1. Nombre de matchs gagnés
2. Confrontations directes (points, matchs gagnés, différence de buts, buts marqués, buts marqués à l'extérieur)
3. Différence de buts générale
4. Buts marqués (général)
5. Buts marqués à l'extérieur (général)

| Rang | Équipe                       | Pts   | J  | G  | N  | P  | Bp | Bc | Diff |
| ---- | ---------------------------- | ----- | -- | -- | -- | -- | -- | -- | ---- |
| 1    | Rubin Kazan                  | 72    | 34 | 22 | 6  | 6  | 51 | 14 | +37  |
| 2    | Tchernomorets Novorossiisk R | 70    | 34 | 20 | 10 | 4  | 59 | 29 | +30  |
| 3    | Tom Tomsk                    | 61    | 34 | 17 | 10 | 7  | 51 | 23 | +28  |
| 4    | Kouban Krasnodar             | 54    | 34 | 15 | 9  | 10 | 44 | 30 | +14  |
| 5    | Amkar Perm                   | 54    | 34 | 15 | 9  | 10 | 47 | 31 | +16  |
| 6    | Spartak Naltchik             | 53    | 34 | 14 | 11 | 9  | 42 | 30 | +12  |
| 7    | FK Khimki                    | 52    | 34 | 14 | 10 | 10 | 38 | 27 | +11  |
| 8    | Lada Togliatti               | 50    | 34 | 13 | 11 | 10 | 54 | 35 | +19  |
| 9    | Lokomotiv Tchita             | 45    | 34 | 12 | 9  | 13 | 38 | 46 | -8   |
| 10   | Kristall Smolensk            | 44    | 34 | 12 | 8  | 14 | 39 | 43 | -4   |
| 11   | Gazovik Ijevsk               | 44    | 34 | 10 | 14 | 10 | 34 | 32 | +2   |
| 12   | SKA-Energia Khabarovsk P     | 42    | 34 | 10 | 12 | 12 | 35 | 37 | -2   |
| 13   | Fakel Voronej R              | 40    | 34 | 10 | 10 | 14 | 34 | 42 | -8   |
| 14   | Neftekhimik Nijnekamsk       | 38    | 34 | 11 | 5  | 18 | 50 | 60 | -10  |
| 15   | Volgar-Gazprom Astrakhan     | 36    | 34 | 10 | 6  | 18 | 34 | 51 | -17  |
| 16   | Dinamo Saint-Pétersbourg P   | 36    | 34 | 9  | 9  | 16 | 28 | 56 | -28  |
| 17   | SKA Rostov P                 | 31    | 34 | 8  | 7  | 19 | 38 | 62 | -24  |
| 18   | Metallourg Krasnoïarsk       | -8-24 | 34 | 4  | 4  | 26 | 24 | 87 | -63  |

Promotion en première division
- 1er et 2e : promotion

Relégation en troisième division
- 17e et 18e : relégation

Abréviations
- R : Relégué de première division
- P : Promu de troisième division
- -24 : Pénalité de points

1. ↑  Dix matchs du Dinamo Saint-Pétersbourg, au cours desquels l'équipe avait obtenu dix-neuf points, sont finalement comptabilisés comme des matchs perdus 3-0 sur tapis vert en raison de l'alignement de joueurs inéligibles.
2. ↑  Le Metallourg Krasnoïarsk se voit retirer vingt-quatre points en raison du non-paiement des indemnités de transfert de quatre joueurs[1].

### Résultats
| Résultats (▼dom., ►ext.)   | RUB | TCH | TOM | KOU | AMK | SPA | KHI | LAD | LTC | KRI | GAZ | SKK | FAK | NEF | VOL | DSP | SKR | MKR |
| Rubin Kazan                |     | 2-0 | 1-0 | 1-1 | 1-0 | 2-0 | 2-0 | 2-1 | 4-0 | 2-0 | 1-0 | 2-0 | 2-0 | 2-0 | 2-0 | 1-2 | 3-0 | 5-0 |
| Tchernomorets Novorossiisk | 3-1 |     | 0-0 | 2-0 | 1-0 | 3-1 | 1-0 | 1-0 | 3-1 | 3-2 | 1-0 | 1-0 | 2-2 | 3-1 | 2-0 | 5-1 | 1-0 | 6-0 |
| Tom Tomsk                  | 1-0 | 2-0 |     | 3-0 | 2-1 | 0-0 | 0-1 | 2-0 | 4-1 | 3-1 | 1-1 | 3-0 | 2-0 | 5-0 | 2-0 | 3-0 | 2-1 | 2-1 |
| Kouban Krasnodar           | 0-1 | 1-1 | 1-1 |     | 2-0 | 1-1 | 0-1 | 3-1 | 1-0 | 0-0 | 3-0 | 4-1 | 2-1 | 1-0 | 1-0 | 3-0 | 4-0 | 4-1 |
| Amkar Perm                 | 3-0 | 1-1 | 1-0 | 2-1 |     | 4-0 | 0-0 | 0-0 | 1-1 | 1-2 | 2-1 | 2-1 | 1-1 | 1-0 | 5-2 | 3-0 | 2-1 | 2-0 |
| Spartak Naltchik           | 0-0 | 0-2 | 0-0 | 2-1 | 1-0 |     | 2-0 | 1-0 | 2-2 | 2-1 | 2-0 | 1-0 | 0-0 | 2-0 | 2-0 | 0-0 | 3-0 | 4-1 |
| FK Khimki                  | 0-0 | 1-2 | 0-0 | 3-1 | 1-1 | 2-2 |     | 1-2 | 0-1 | 1-1 | 1-1 | 1-0 | 0-0 | 3-1 | 3-1 | 0-0 | 1-0 | 2-0 |
| Lada Togliatti             | 0-2 | 1-4 | 0-0 | 1-1 | 1-1 | 3-2 | 2-0 |     | 1-0 | 1-0 | 1-1 | 0-0 | 4-0 | 2-3 | 0-0 | 3-0 | 2-1 | 1-1 |
| Lokomotiv Tchita           | 1-0 | 0-1 | 4-2 | 2-1 | 1-2 | 2-0 | 1-0 | 0-2 |     | 1-1 | 2-1 | 2-0 | 2-2 | 0-1 | 2-1 | 3-0 | 2-1 | 0-1 |
| Kristall Smolensk          | 0-3 | 2-2 | 3-2 | 1-0 | 3-1 | 1-0 | 2-1 | 2-1 | 0-0 |     | 1-1 | 1-2 | 3-0 | 1-0 | 1-0 | 2-3 | 2-3 | 1-0 |
| Gazovik Ijevsk             | 0-0 | 2-1 | 1-0 | 1-1 | 1-0 | 1-0 | 0-0 | 1-1 | 1-1 | 1-0 |     | 0-0 | 0-1 | 0-0 | 2-2 | 1-1 | 2-1 | 5-0 |
| SKA-Energia Khabarovsk     | 0-0 | 1-1 | 0-0 | 0-0 | 0-0 | 2-2 | 1-2 | 1-1 | 3-0 | 1-1 | 1-0 |     | 3-1 | 3-0 | 2-0 | 1-1 | 2-0 | 2-0 |
| Fakel Voronej              | 0-2 | 0-1 | 2-1 | 0-1 | 2-0 | 0-0 | 1-2 | 1-1 | 1-1 | 0-0 | 2-0 | 0-0 |     | 5-2 | 3-0 | 0-3 | 0-1 | 2-0 |
| Neftekhimik Nijnekamsk     | 0-1 | 1-1 | 0-2 | 0-0 | 3-0 | 0-2 | 0-3 | 1-4 | 0-1 | 1-0 | 1-2 | 1-0 | 2-1 |     | 4-0 | 0-0 | 4-1 | 3-1 |
| Volgar-Gazprom Astrakhan   | 1-1 | 2-2 | 1-1 | 2-1 | 0-2 | 1-0 | 0-1 | 2-1 | 3-0 | 2-0 | 2-0 | 1-0 | 1-2 | 2-1 |     | 1-1 | 2-1 | 5-2 |
| Dinamo Saint-Pétersbourg   | 1-0 | 2-0 | 1-3 | 0-1 | 0-0 | 0-3 | 0-3 | 0-3 | 2-0 | 1-0 | 0-3 | 4-1 | 1-2 | 0-3 | 2-0 |     | 2-2 | 0-3 |
| SKA Rostov                 | 0-4 | 1-1 | 0-0 | 1-2 | 0-4 | 1-1 | 2-1 | 1-1 | 2-2 | 3-4 | 0-2 | 3-4 | 2-0 | 0-0 | 1-0 | 3-0 |     | 3-1 |
| Metallourg Krasnoïarsk     | 0-1 | 1-1 | 1-2 | 0-1 | 1-4 | 0-4 | 0-3 | 0-2 | 2-2 | 1-0 | 2-2 | 2-3 | 0-2 | 0-1 | 1-0 | 0-0 | 1-2 |     |

### Meilleurs buteurs
| Rang | Joueur                 | Club                       | Buts |
| ---- | ---------------------- | -------------------------- | ---- |
| 1    | Viatcheslav Kamoltsev  | Tchernomorets Novorossiisk | 20   |
| 1    | Davit Chaladze         | Rubin Kazan                | 20   |
| 3    | Stanislav Lebedintsev  | SKA Rostov                 | 15   |
| 4    | Victor Karpenko        | Lokomotiv Tchita           | 14   |
| 5    | Konstantin Paramonov   | Amkar Perm                 | 13   |
| 6    | Roman Uzdenov          | Spartak Naltchik           | 12   |
| 6    | Edouard Zatsepine (en) | Volgar-Gazprom Astrakhan   | 12   |
| 8    | Maksim Autlev          | Spartak Naltchik           | 10   |
| 8    | Ievgueni Bouda         | Neftekhimik Nijnekamsk     | 10   |
| 8    | Vitali Safronov (en)   | Volgar-Gazprom Astrakhan   | 10   |